# القنب الهندي في الرأس الأخضر
القنب الهندي في الرأس الأخضر غير قانوني، لكنه يُنتَج ويُتَّجر به بشكل غير مشروع.
المخدرات الأكثر تداولا في الرأس الأخضر هو الكوكايين، والذي يتم دمجه أحيانًا مع الحشيش المزروع محليًا لإنتاج عقار يسمى كوشامبا.